# Torneo di Wimbledon 1991 - Doppio maschile
Sono avanzati fino all'incontro per il titolo John Fitzgerald e Anders Järryd, già campioni nel 1989 e alla terza finale in quattro anni, che hanno affrontato gli outsider Javier Frana-Leonardo Lavalle capaci di eliminare tre teste di serie nella loro strada.
Hanno avuto la meglio Fitzgerald e Järryd col punteggio di 6-3, 6-4, 6(7)-7, 6-1 conquistando così il loro secondo titolo ai Championships.

## Teste di serie
1.    Scott Davis /  David Pate (terzo turno)
  2.    John Fitzgerald /  Anders Järryd (campioni)
  3.    Rick Leach /  Jim Pugh (primo turno)
  4.    Grant Connell /  Glenn Michibata (semifinale)
  5.    Gary Muller /  Danie Visser (secondo turno)
  6.   n/a
  7.    Patrick Galbraith /  Todd Witsken (quarti di finale)
  8.    Todd Woodbridge /  Mark Woodforde (quarti di finale)
  9.    Udo Riglewski /  Michael Stich (primo turno)
10.    Luke Jensen /  Laurie Warder (secondo turno)
11.    Kelly Jones /  Jorge Lozano (secondo turno)
12.    Paul Haarhuis /  Mark Koevermans (terzo turno)
13.    Jim Grabb /  Patrick McEnroe (primo turno)
14.    Neil Broad /  Kevin Curren (primo turno)
15.    Wayne Ferreira /  Piet Norval (semifinale)
16.    Broderick Dyke /  Peter Lundgren (primo turno)
Clicca sul numero di testa di serie del giocatore per visualizzare la sua sezione di tabellone.

## Tabellone

### Legenda
| - Q = Qualificato - WC = Wild card - LL = Lucky loser | - ALT = Alternate - SE = Special Exempt - PR = Protected Ranking | - w/o = Walkover - r = Ritirato - d = Squalificato |

### Finali
|  | Semifinali | Semifinali                    | Semifinali                    | Semifinali                    | Semifinali | Semifinali | Semifinali |  |  | Finale | Finale                        | Finale                        | Finale | Finale | Finale | Finale |  |
|  |            |                               |                               |                               |            |            |            |  |  |        |                               |                               |        |        |        |        |  |
|  |            | Javier Frana Leonardo Lavalle | Javier Frana Leonardo Lavalle | Javier Frana Leonardo Lavalle | 6          | 6          | 7          |  |  |        |                               |                               |        |        |        |        |  |
|  | 15         | Wayne Ferreira Piet Norval    | Wayne Ferreira Piet Norval    | Wayne Ferreira Piet Norval    | 2          | 4          | 6          |  |  |        | Javier Frana Leonardo Lavalle | Javier Frana Leonardo Lavalle | 3      | 4      | 7      | 1      |  |
|  | 2          | John Fitzgerald Anders Järryd | John Fitzgerald Anders Järryd | 6                             | 6          | 7          | 6          |  |  | 2      | John Fitzgerald Anders Järryd | John Fitzgerald Anders Järryd | 6      | 6      | 6      | 6      |  |
|  | 4          | Grant Connell Glenn Michibata | Grant Connell Glenn Michibata | 2                             | 7          | 6          | 4          |  |  |        |                               |                               |        |        |        |        |  |

### Parte alta

#### Sezione 1
|  | Primo turno | Primo turno                    | Primo turno                    | Primo turno                    | Primo turno                    | Primo turno | Primo turno |  |  | Secondo turno | Secondo turno                  | Secondo turno                  | Secondo turno                  | Secondo turno                  | Secondo turno                  | Secondo turno                  |   |   | Terzo turno | Terzo turno                 | Terzo turno                 | Terzo turno                    | Terzo turno                    | Terzo turno                    | Terzo turno |   |   | Quarti di finale | Quarti di finale | Quarti di finale | Quarti di finale | Quarti di finale | Quarti di finale | Quarti di finale |  |
|  |             |                                |                                |                                |                                |             |             |  |  |               |                                |                                |                                |                                |                                |                                |   |   |             |                             |                             |                                |                                |                                |             |   |   |                  |                  |                  |                  |                  |                  |                  |  |
|  | 1           | Scott Davis David Pate         | Scott Davis David Pate         | Scott Davis David Pate         | Scott Davis David Pate         | 6           | 6           |  |  |               |                                |                                |                                |                                |                                |                                |   |   |             |                             |                             |                                |                                |                                |             |   |   |                  |                  |                  |                  |                  |                  |                  |  |
|  |             | Alfonso Mora T Svantesson      | Alfonso Mora T Svantesson      | Alfonso Mora T Svantesson      | Alfonso Mora T Svantesson      | 4           | 4           |  |  | 1             | Scott Davis David Pate         | Scott Davis David Pate         | Scott Davis David Pate         | Scott Davis David Pate         | 6                              | 7                              |   |   |             |                             |                             |                                |                                |                                |             |   |   |                  |                  |                  |                  |                  |                  |                  |  |
|  |             | Henrik Holm Peter Nyborg       | Henrik Holm Peter Nyborg       | Henrik Holm Peter Nyborg       | Henrik Holm Peter Nyborg       | 6           | 6           |  |  |               | Henrik Holm Peter Nyborg       | Henrik Holm Peter Nyborg       | Henrik Holm Peter Nyborg       | Henrik Holm Peter Nyborg       | 3                              | 6                              |   |   |             |                             |                             |                                |                                |                                |             |   |   |                  |                  |                  |                  |                  |                  |                  |  |
|  |             | Vojtěch Flégl Goran Prpić      | Vojtěch Flégl Goran Prpić      | Vojtěch Flégl Goran Prpić      | Vojtěch Flégl Goran Prpić      | 2           | 3           |  |  |               |                                |                                |                                |                                |                                |                                |   |   | 1           | Scott Davis David Pate      | Scott Davis David Pate      | Scott Davis David Pate         | 6                              | 7                              | 7           |   |   |                  |                  |                  |                  |                  |                  |                  |  |
|  |             | Stephen Botfield James Turner  | Stephen Botfield James Turner  | Stephen Botfield James Turner  | Stephen Botfield James Turner  | 7           | 7           |  |  |               |                                | 15                             | Wayne Ferreira Piet Norval     | Wayne Ferreira Piet Norval     | Wayne Ferreira Piet Norval     | 7                              | 5 | 9 |             |                             |                             |                                |                                |                                |             |   |   |                  |                  |                  |                  |                  |                  |                  |  |
|  |             | HJ Davids Jan Siemerink        | HJ Davids Jan Siemerink        | HJ Davids Jan Siemerink        | HJ Davids Jan Siemerink        | 6           | 6           |  |  |               | Stephen Botfield James Turner  | Stephen Botfield James Turner  | Stephen Botfield James Turner  | Stephen Botfield James Turner  | 5                              | 3                              |   |   |             |                             |                             |                                |                                |                                |             |   |   |                  |                  |                  |                  |                  |                  |                  |  |
|  | 15          | Wayne Ferreira Piet Norval     | Wayne Ferreira Piet Norval     | Wayne Ferreira Piet Norval     | Wayne Ferreira Piet Norval     | 7           | 7           |  |  | 15            | Wayne Ferreira Piet Norval     | Wayne Ferreira Piet Norval     | Wayne Ferreira Piet Norval     | Wayne Ferreira Piet Norval     | 7                              | 6                              |   |   |             |                             |                             |                                |                                |                                |             |   |   |                  |                  |                  |                  |                  |                  |                  |  |
|  |             | Menno Oosting Paul Wekesa      | Menno Oosting Paul Wekesa      | Menno Oosting Paul Wekesa      | Menno Oosting Paul Wekesa      | 6           | 5           |  |  |               |                                |                                |                                |                                |                                |                                |   |   | 15          | Wayne Ferreira Piet Norval  | Wayne Ferreira Piet Norval  | Wayne Ferreira Piet Norval     | 7                              | 6                              | 6           |   |   |                  |                  |                  |                  |                  |                  |                  |  |
|  |             | Brent Haygarth Byron Talbot    | Brent Haygarth Byron Talbot    | Brent Haygarth Byron Talbot    | Brent Haygarth Byron Talbot    | 7           | 6           |  |  |               |                                |                                |                                |                                |                                |                                |   |   |             |                             | 8                           | Todd Woodbridge Mark Woodforde | Todd Woodbridge Mark Woodforde | Todd Woodbridge Mark Woodforde | 6           | 4 | 4 |                  |                  |                  |                  |                  |                  |                  |  |
|  | 9           | Udo Riglewski Michael Stich    | Udo Riglewski Michael Stich    | Udo Riglewski Michael Stich    | Udo Riglewski Michael Stich    | 6           | 3           |  |  |               | Brent Haygarth Byron Talbot    | Brent Haygarth Byron Talbot    | Brent Haygarth Byron Talbot    | Brent Haygarth Byron Talbot    | 6                              | 6                              |   |   |             |                             |                             |                                |                                |                                |             |   |   |                  |                  |                  |                  |                  |                  |                  |  |
|  |             | Steve DeVries David Macpherson | Steve DeVries David Macpherson | Steve DeVries David Macpherson | Steve DeVries David Macpherson | 6           | 7           |  |  |               | Steve DeVries David Macpherson | Steve DeVries David Macpherson | Steve DeVries David Macpherson | Steve DeVries David Macpherson | 4                              | 4                              |   |   |             |                             |                             |                                |                                |                                |             |   |   |                  |                  |                  |                  |                  |                  |                  |  |
|  |             | Luiz Mattar Jaime Oncins       | Luiz Mattar Jaime Oncins       | Luiz Mattar Jaime Oncins       | Luiz Mattar Jaime Oncins       | 3           | 5           |  |  |               |                                |                                |                                |                                |                                |                                |   |   |             | Brent Haygarth Byron Talbot | Brent Haygarth Byron Talbot | Brent Haygarth Byron Talbot    | Brent Haygarth Byron Talbot    | 2                              | 3           |   |   |                  |                  |                  |                  |                  |                  |                  |  |
|  |             | Scott Patridge Joey Rive       | Scott Patridge Joey Rive       | Scott Patridge Joey Rive       | 3                              | 6           | 6           |  |  |               |                                | 8                              | Todd Woodbridge Mark Woodforde | Todd Woodbridge Mark Woodforde | Todd Woodbridge Mark Woodforde | Todd Woodbridge Mark Woodforde | 6 | 6 |             |                             |                             |                                |                                |                                |             |   |   |                  |                  |                  |                  |                  |                  |                  |  |
|  |             | David Ison Mark Petchey        | David Ison Mark Petchey        | David Ison Mark Petchey        | 6                              | 3           | 4           |  |  |               | Scott Patridge Joey Rive       | Scott Patridge Joey Rive       | Scott Patridge Joey Rive       | Scott Patridge Joey Rive       | 4                              | 4                              |   |   |             |                             |                             |                                |                                |                                |             |   |   |                  |                  |                  |                  |                  |                  |                  |  |
|  | 8           | Todd Woodbridge Mark Woodforde | Todd Woodbridge Mark Woodforde | Todd Woodbridge Mark Woodforde | Todd Woodbridge Mark Woodforde | 6           | 6           |  |  | 8             | Todd Woodbridge Mark Woodforde | Todd Woodbridge Mark Woodforde | Todd Woodbridge Mark Woodforde | Todd Woodbridge Mark Woodforde | 6                              | 6                              |   |   |             |                             |                             |                                |                                |                                |             |   |   |                  |                  |                  |                  |                  |                  |                  |  |
|  |             | F Mordegan Richard Vogel       | F Mordegan Richard Vogel       | F Mordegan Richard Vogel       | F Mordegan Richard Vogel       | 4           | 3           |  |  |               |                                |                                |                                |                                |                                |                                |   |   |             |                             |                             |                                |                                |                                |             |   |   |                  |                  |                  |                  |                  |                  |                  |  |

#### Sezione 2
|  | Primo turno | Primo turno                    | Primo turno                    | Primo turno                    | Primo turno                    | Primo turno | Primo turno |  |  | Secondo turno | Secondo turno                 | Secondo turno                 | Secondo turno                 | Secondo turno                 | Secondo turno                 | Secondo turno                 |   |   | Terzo turno | Terzo turno                   | Terzo turno                   | Terzo turno                   | Terzo turno                   | Terzo turno                   | Terzo turno |   |   | Quarti di finale | Quarti di finale | Quarti di finale | Quarti di finale | Quarti di finale | Quarti di finale | Quarti di finale |  |
|  |             |                                |                                |                                |                                |             |             |  |  |               |                               |                               |                               |                               |                               |                               |   |   |             |                               |                               |                               |                               |                               |             |   |   |                  |                  |                  |                  |                  |                  |                  |  |
|  |             | Goran Ivanišević John McEnroe  | Goran Ivanišević John McEnroe  | Goran Ivanišević John McEnroe  | Goran Ivanišević John McEnroe  | 6           | 6           |  |  |               |                               |                               |                               |                               |                               |                               |   |   |             |                               |                               |                               |                               |                               |             |   |   |                  |                  |                  |                  |                  |                  |                  |  |
|  | 3           | Rick Leach Jim Pugh            | Rick Leach Jim Pugh            | Rick Leach Jim Pugh            | Rick Leach Jim Pugh            | 3           | 4           |  |  |               | Goran Ivanišević John McEnroe | Goran Ivanišević John McEnroe | Goran Ivanišević John McEnroe | 6                             | 6                             | 4                             |   |   |             |                               |                               |                               |                               |                               |             |   |   |                  |                  |                  |                  |                  |                  |                  |  |
|  |             | Jim Courier Doug Flach         | Jim Courier Doug Flach         | Jim Courier Doug Flach         | Jim Courier Doug Flach         | 6           | 6           |  |  |               | Jim Courier Doug Flach        | Jim Courier Doug Flach        | Jim Courier Doug Flach        | 3                             | 7                             | 6                             |   |   |             |                               |                               |                               |                               |                               |             |   |   |                  |                  |                  |                  |                  |                  |                  |  |
|  |             | Andrej Ol'chovskij Libor Pimek | Andrej Ol'chovskij Libor Pimek | Andrej Ol'chovskij Libor Pimek | Andrej Ol'chovskij Libor Pimek | 3           | 3           |  |  |               |                               |                               |                               |                               |                               |                               |   |   |             | Jim Courier Doug Flach        | Jim Courier Doug Flach        | Jim Courier Doug Flach        | Jim Courier Doug Flach        | 2                             | 6           |   |   |                  |                  |                  |                  |                  |                  |                  |  |
|  |             | Paul Annacone Kelly Evernden   | Paul Annacone Kelly Evernden   | Paul Annacone Kelly Evernden   | 6                              | 7           | 6           |  |  |               |                               |                               | Paul Annacone Kelly Evernden  | Paul Annacone Kelly Evernden  | Paul Annacone Kelly Evernden  | Paul Annacone Kelly Evernden  | 6 | 7 |             |                               |                               |                               |                               |                               |             |   |   |                  |                  |                  |                  |                  |                  |                  |  |
|  |             | Karel Nováček Tomáš Šmíd       | Karel Nováček Tomáš Šmíd       | Karel Nováček Tomáš Šmíd       | 7                              | 6           | 3           |  |  |               | Paul Annacone Kelly Evernden  | Paul Annacone Kelly Evernden  | Paul Annacone Kelly Evernden  | Paul Annacone Kelly Evernden  | 6                             | 7                             |   |   |             |                               |                               |                               |                               |                               |             |   |   |                  |                  |                  |                  |                  |                  |                  |  |
|  |             | Byron Black T. J. Middleton    | Byron Black T. J. Middleton    | Byron Black T. J. Middleton    | 3                              | 6           | 6           |  |  |               | Byron Black T. J. Middleton   | Byron Black T. J. Middleton   | Byron Black T. J. Middleton   | Byron Black T. J. Middleton   | 3                             | 5                             |   |   |             |                               |                               |                               |                               |                               |             |   |   |                  |                  |                  |                  |                  |                  |                  |  |
|  | 13          | Jim Grabb Patrick McEnroe      | Jim Grabb Patrick McEnroe      | Jim Grabb Patrick McEnroe      | 6                              | 3           | 3           |  |  |               |                               |                               |                               |                               |                               |                               |   |   |             | Paul Annacone Kelly Evernden  | Paul Annacone Kelly Evernden  | Paul Annacone Kelly Evernden  | 4                             | 4                             | 5           |   |   |                  |                  |                  |                  |                  |                  |                  |  |
|  | 12          | Paul Haarhuis Mark Koevermans  | Paul Haarhuis Mark Koevermans  | Paul Haarhuis Mark Koevermans  | Paul Haarhuis Mark Koevermans  | 6           | 7           |  |  |               |                               |                               |                               |                               |                               |                               |   |   |             |                               |                               | Javier Frana Leonardo Lavalle | Javier Frana Leonardo Lavalle | Javier Frana Leonardo Lavalle | 6           | 6 | 7 |                  |                  |                  |                  |                  |                  |                  |  |
|  |             | Michiel Schapers Roger Smith   | Michiel Schapers Roger Smith   | Michiel Schapers Roger Smith   | Michiel Schapers Roger Smith   | 1           | 6           |  |  | 12            | Paul Haarhuis Mark Koevermans | Paul Haarhuis Mark Koevermans | Paul Haarhuis Mark Koevermans | Paul Haarhuis Mark Koevermans | 7                             | 6                             |   |   |             |                               |                               |                               |                               |                               |             |   |   |                  |                  |                  |                  |                  |                  |                  |  |
|  |             | G Layendecker Richey Reneberg  | G Layendecker Richey Reneberg  | G Layendecker Richey Reneberg  | 6                              | 5           | 6           |  |  |               | G Layendecker Richey Reneberg | G Layendecker Richey Reneberg | G Layendecker Richey Reneberg | G Layendecker Richey Reneberg | 6                             | 3                             |   |   |             |                               |                               |                               |                               |                               |             |   |   |                  |                  |                  |                  |                  |                  |                  |  |
|  |             | Todd Nelson Bryan Shelton      | Todd Nelson Bryan Shelton      | Todd Nelson Bryan Shelton      | 2                              | 7           | 2           |  |  |               |                               |                               |                               |                               |                               |                               |   |   | 12          | Paul Haarhuis Mark Koevermans | Paul Haarhuis Mark Koevermans | Paul Haarhuis Mark Koevermans | Paul Haarhuis Mark Koevermans | 3                             | 4           |   |   |                  |                  |                  |                  |                  |                  |                  |  |
|  |             | Javier Frana Leonardo Lavalle  | Javier Frana Leonardo Lavalle  | Javier Frana Leonardo Lavalle  | Javier Frana Leonardo Lavalle  | 6           | 6           |  |  |               |                               |                               | Javier Frana Leonardo Lavalle | Javier Frana Leonardo Lavalle | Javier Frana Leonardo Lavalle | Javier Frana Leonardo Lavalle | 6 | 6 |             |                               |                               |                               |                               |                               |             |   |   |                  |                  |                  |                  |                  |                  |                  |  |
|  |             | Marcos Górriz Francisco Roig   | Marcos Górriz Francisco Roig   | Marcos Górriz Francisco Roig   | Marcos Górriz Francisco Roig   | 2           | 2           |  |  |               | Javier Frana Leonardo Lavalle | Javier Frana Leonardo Lavalle | Javier Frana Leonardo Lavalle | Javier Frana Leonardo Lavalle | 7                             | 6                             |   |   |             |                               |                               |                               |                               |                               |             |   |   |                  |                  |                  |                  |                  |                  |                  |  |
|  | 5           | Gary Muller Danie Visser       | Gary Muller Danie Visser       | Gary Muller Danie Visser       | Gary Muller Danie Visser       | 6           | 6           |  |  | 5             | Gary Muller Danie Visser      | Gary Muller Danie Visser      | Gary Muller Danie Visser      | Gary Muller Danie Visser      | 6                             | 3                             |   |   |             |                               |                               |                               |                               |                               |             |   |   |                  |                  |                  |                  |                  |                  |                  |  |
|  |             | Nelson Aerts Robert Van't Hof  | Nelson Aerts Robert Van't Hof  | Nelson Aerts Robert Van't Hof  | Nelson Aerts Robert Van't Hof  | 3           | 4           |  |  |               |                               |                               |                               |                               |                               |                               |   |   |             |                               |                               |                               |                               |                               |             |   |   |                  |                  |                  |                  |                  |                  |                  |  |

### Parte bassa

#### Sezione 3
|  | Primo turno | Primo turno                    | Primo turno                    | Primo turno                    | Primo turno                    | Primo turno | Primo turno |  |  | Secondo turno | Secondo turno                 | Secondo turno                 | Secondo turno                 | Secondo turno                 | Secondo turno                 | Secondo turno                 |   |   | Terzo turno | Terzo turno                | Terzo turno             | Terzo turno                   | Terzo turno             | Terzo turno | Terzo turno |   |    | Quarti di finale | Quarti di finale | Quarti di finale | Quarti di finale | Quarti di finale | Quarti di finale | Quarti di finale |  |
|  |             |                                |                                |                                |                                |             |             |  |  |               |                               |                               |                               |                               |                               |                               |   |   |             |                            |                         |                               |                         |             |             |   |    |                  |                  |                  |                  |                  |                  |                  |  |
|  |             | David Adams Ģirts Dzelde       | David Adams Ģirts Dzelde       | David Adams Ģirts Dzelde       | David Adams Ģirts Dzelde       | 6           | 6           |  |  |               |                               |                               |                               |                               |                               |                               |   |   |             |                            |                         |                               |                         |             |             |   |    |                  |                  |                  |                  |                  |                  |                  |  |
|  |             | Kent Kinnear Sven Salumaa      | Kent Kinnear Sven Salumaa      | Kent Kinnear Sven Salumaa      | Kent Kinnear Sven Salumaa      | 3           | 4           |  |  |               | David Adams Ģirts Dzelde      | David Adams Ģirts Dzelde      | David Adams Ģirts Dzelde      | David Adams Ģirts Dzelde      | 6                             | 4                             |   |   |             |                            |                         |                               |                         |             |             |   |    |                  |                  |                  |                  |                  |                  |                  |  |
|  |             | Jeff Brown Bret Garnett        | Jeff Brown Bret Garnett        | Jeff Brown Bret Garnett        | 6                              | 6           | 6           |  |  |               | Jeff Brown Bret Garnett       | Jeff Brown Bret Garnett       | Jeff Brown Bret Garnett       | Jeff Brown Bret Garnett       | 7                             | 6                             |   |   |             |                            |                         |                               |                         |             |             |   |    |                  |                  |                  |                  |                  |                  |                  |  |
|  |             | Massimo Boscatto S Pescosolido | Massimo Boscatto S Pescosolido | Massimo Boscatto S Pescosolido | 3                              | 7           | 4           |  |  |               |                               |                               |                               |                               |                               |                               |   |   |             | Jeff Brown Bret Garnett    | Jeff Brown Bret Garnett | Jeff Brown Bret Garnett       | Jeff Brown Bret Garnett | 6           | 3           |   |    |                  |                  |                  |                  |                  |                  |                  |  |
|  |             | Pablo Albano Shelby Cannon     | Pablo Albano Shelby Cannon     | Pablo Albano Shelby Cannon     | 3                              | 6           | 6           |  |  |               |                               |                               | Pablo Albano Shelby Cannon    | Pablo Albano Shelby Cannon    | Pablo Albano Shelby Cannon    | Pablo Albano Shelby Cannon    | 7 | 6 |             |                            |                         |                               |                         |             |             |   |    |                  |                  |                  |                  |                  |                  |                  |  |
|  |             | Diego Nargiso Javier Sánchez   | Diego Nargiso Javier Sánchez   | Diego Nargiso Javier Sánchez   | 6                              | 3           | 4           |  |  |               | Pablo Albano Shelby Cannon    | Pablo Albano Shelby Cannon    | Pablo Albano Shelby Cannon    | Pablo Albano Shelby Cannon    | 6                             | 6                             |   |   |             |                            |                         |                               |                         |             |             |   |    |                  |                  |                  |                  |                  |                  |                  |  |
|  | 11          | Kelly Jones Jorge Lozano       | Kelly Jones Jorge Lozano       | Kelly Jones Jorge Lozano       | Kelly Jones Jorge Lozano       | 6           | 7           |  |  | 11            | Kelly Jones Jorge Lozano      | Kelly Jones Jorge Lozano      | Kelly Jones Jorge Lozano      | Kelly Jones Jorge Lozano      | 3                             | 3                             |   |   |             |                            |                         |                               |                         |             |             |   |    |                  |                  |                  |                  |                  |                  |                  |  |
|  |             | Jeremy Bates Nick Brown        | Jeremy Bates Nick Brown        | Jeremy Bates Nick Brown        | Jeremy Bates Nick Brown        | 3           | 5           |  |  |               |                               |                               |                               |                               |                               |                               |   |   |             | Pablo Albano Shelby Cannon | 7                       | 6                             | 6                       | 6           | 8           |   |    |                  |                  |                  |                  |                  |                  |                  |  |
|  |             | Richard Krajicek Daniel Vacek  | Richard Krajicek Daniel Vacek  | Richard Krajicek Daniel Vacek  | Richard Krajicek Daniel Vacek  | 6           | 6           |  |  |               |                               |                               |                               |                               |                               |                               |   |   |             |                            | 4                       | Grant Connell Glenn Michibata | 5                       | 2           | 7           | 7 | 10 |                  |                  |                  |                  |                  |                  |                  |  |
|  | 14          | Neil Broad Kevin Curren        | Neil Broad Kevin Curren        | Neil Broad Kevin Curren        | Neil Broad Kevin Curren        | 4           | 3           |  |  |               | Richard Krajicek Daniel Vacek | Richard Krajicek Daniel Vacek | Richard Krajicek Daniel Vacek | Richard Krajicek Daniel Vacek | 6                             | 3                             |   |   |             |                            |                         |                               |                         |             |             |   |    |                  |                  |                  |                  |                  |                  |                  |  |
|  |             | Ken Flach Robert Seguso        | Ken Flach Robert Seguso        | Ken Flach Robert Seguso        | Ken Flach Robert Seguso        | 7           | 6           |  |  |               | Ken Flach Robert Seguso       | Ken Flach Robert Seguso       | Ken Flach Robert Seguso       | Ken Flach Robert Seguso       | 7                             | 6                             |   |   |             |                            |                         |                               |                         |             |             |   |    |                  |                  |                  |                  |                  |                  |                  |  |
|  |             | Ronnie Båthman Rikard Bergh    | Ronnie Båthman Rikard Bergh    | Ronnie Båthman Rikard Bergh    | Ronnie Båthman Rikard Bergh    | 6           | 4           |  |  |               |                               |                               |                               |                               |                               |                               |   |   |             | Ken Flach Robert Seguso    | Ken Flach Robert Seguso | Ken Flach Robert Seguso       | Ken Flach Robert Seguso | 4           | 6           |   |    |                  |                  |                  |                  |                  |                  |                  |  |
|  |             | Tomás Carbonell Petr Korda     | Tomás Carbonell Petr Korda     | Tomás Carbonell Petr Korda     | Tomás Carbonell Petr Korda     | 6           | 6           |  |  |               |                               | 4                             | Grant Connell Glenn Michibata | Grant Connell Glenn Michibata | Grant Connell Glenn Michibata | Grant Connell Glenn Michibata | 6 | 7 |             |                            |                         |                               |                         |             |             |   |    |                  |                  |                  |                  |                  |                  |                  |  |
|  |             | Charles Beckman Scott Melville | Charles Beckman Scott Melville | Charles Beckman Scott Melville | Charles Beckman Scott Melville | 2           | 4           |  |  |               | Tomás Carbonell Petr Korda    | Tomás Carbonell Petr Korda    | Tomás Carbonell Petr Korda    | Tomás Carbonell Petr Korda    | 4                             | 5                             |   |   |             |                            |                         |                               |                         |             |             |   |    |                  |                  |                  |                  |                  |                  |                  |  |
|  | 4           | Grant Connell Glenn Michibata  | Grant Connell Glenn Michibata  | Grant Connell Glenn Michibata  | Grant Connell Glenn Michibata  | 6           | 6           |  |  | 4             | Grant Connell Glenn Michibata | Grant Connell Glenn Michibata | Grant Connell Glenn Michibata | Grant Connell Glenn Michibata | 6                             | 7                             |   |   |             |                            |                         |                               |                         |             |             |   |    |                  |                  |                  |                  |                  |                  |                  |  |
|  |             | Andrew Castle Greg Van Emburgh | Andrew Castle Greg Van Emburgh | Andrew Castle Greg Van Emburgh | Andrew Castle Greg Van Emburgh | 4           | 2           |  |  |               |                               |                               |                               |                               |                               |                               |   |   |             |                            |                         |                               |                         |             |             |   |    |                  |                  |                  |                  |                  |                  |                  |  |

#### Sezione 4
|  | Primo turno | Primo turno                      | Primo turno                      | Primo turno                      | Primo turno                      | Primo turno | Primo turno |  |  | Secondo turno | Secondo turno                   | Secondo turno                   | Secondo turno                   | Secondo turno                   | Secondo turno                 | Secondo turno                 |   |    | Terzo turno | Terzo turno               | Terzo turno               | Terzo turno                   | Terzo turno                   | Terzo turno                   | Terzo turno |   |   | Quarti di finale | Quarti di finale | Quarti di finale | Quarti di finale | Quarti di finale | Quarti di finale | Quarti di finale |  |
|  |             |                                  |                                  |                                  |                                  |             |             |  |  |               |                                 |                                 |                                 |                                 |                               |                               |   |    |             |                           |                           |                               |                               |                               |             |   |   |                  |                  |                  |                  |                  |                  |                  |  |
|  | 7           | P Galbraith Todd Witsken         | P Galbraith Todd Witsken         | P Galbraith Todd Witsken         | P Galbraith Todd Witsken         | 7           | 6           |  |  |               |                                 |                                 |                                 |                                 |                               |                               |   |    |             |                           |                           |                               |                               |                               |             |   |   |                  |                  |                  |                  |                  |                  |                  |  |
|  |             | Mansour Bahrami Rodolphe Gilbert | Mansour Bahrami Rodolphe Gilbert | Mansour Bahrami Rodolphe Gilbert | Mansour Bahrami Rodolphe Gilbert | 5           | 3           |  |  | 7             | P Galbraith Todd Witsken        | P Galbraith Todd Witsken        | P Galbraith Todd Witsken        | 6                               | 6                             | 6                             |   |    |             |                           |                           |                               |                               |                               |             |   |   |                  |                  |                  |                  |                  |                  |                  |  |
|  |             | Brian Garrow Brad Pearce         | Brian Garrow Brad Pearce         | Brian Garrow Brad Pearce         | Brian Garrow Brad Pearce         | 6           | 6           |  |  |               | Brian Garrow Brad Pearce        | Brian Garrow Brad Pearce        | Brian Garrow Brad Pearce        | 7                               | 4                             | 3                             |   |    |             |                           |                           |                               |                               |                               |             |   |   |                  |                  |                  |                  |                  |                  |                  |  |
|  |             | Stefan Kruger C van Rensburg     | Stefan Kruger C van Rensburg     | Stefan Kruger C van Rensburg     | Stefan Kruger C van Rensburg     | 3           | 3           |  |  |               |                                 |                                 |                                 |                                 |                               |                               |   |    | 7           | P Galbraith Todd Witsken  | P Galbraith Todd Witsken  | P Galbraith Todd Witsken      | 6                             | 4                             | 13          |   |   |                  |                  |                  |                  |                  |                  |                  |  |
|  |             | Tom Nijssen Cyril Suk            | Tom Nijssen Cyril Suk            | Tom Nijssen Cyril Suk            | Tom Nijssen Cyril Suk            | 6           | 6           |  |  |               |                                 |                                 | Tom Nijssen Cyril Suk           | Tom Nijssen Cyril Suk           | Tom Nijssen Cyril Suk         | 4                             | 6 | 11 |             |                           |                           |                               |                               |                               |             |   |   |                  |                  |                  |                  |                  |                  |                  |  |
|  |             | M Laurendeau Fernando Roese      | M Laurendeau Fernando Roese      | M Laurendeau Fernando Roese      | M Laurendeau Fernando Roese      | 4           | 4           |  |  |               | Tom Nijssen Cyril Suk           | Tom Nijssen Cyril Suk           | Tom Nijssen Cyril Suk           | 7                               | 3                             | 7                             |   |    |             |                           |                           |                               |                               |                               |             |   |   |                  |                  |                  |                  |                  |                  |                  |  |
|  | 10          | Luke Jensen Laurie Warder        | Luke Jensen Laurie Warder        | Luke Jensen Laurie Warder        | Luke Jensen Laurie Warder        | 6           | 6           |  |  | 10            | Luke Jensen Laurie Warder       | Luke Jensen Laurie Warder       | Luke Jensen Laurie Warder       | 5                               | 6                             | 5                             |   |    |             |                           |                           |                               |                               |                               |             |   |   |                  |                  |                  |                  |                  |                  |                  |  |
|  |             | Gilad Bloom Peter Doohan         | Gilad Bloom Peter Doohan         | Gilad Bloom Peter Doohan         | Gilad Bloom Peter Doohan         | 4           | 4           |  |  |               |                                 |                                 |                                 |                                 |                               |                               |   |    | 7           | P Galbraith Todd Witsken  | P Galbraith Todd Witsken  | P Galbraith Todd Witsken      | 4                             | 0                             | 4           |   |   |                  |                  |                  |                  |                  |                  |                  |  |
|  |             | Nicholas Fulwood Danny Sapsford  | Nicholas Fulwood Danny Sapsford  | Nicholas Fulwood Danny Sapsford  | Nicholas Fulwood Danny Sapsford  | 6           | 6           |  |  |               |                                 |                                 |                                 |                                 |                               |                               |   |    |             |                           | 2                         | John Fitzgerald Anders Järryd | John Fitzgerald Anders Järryd | John Fitzgerald Anders Järryd | 6           | 6 | 6 |                  |                  |                  |                  |                  |                  |                  |  |
|  | 16          | Broderick Dyke Peter Lundgren    | Broderick Dyke Peter Lundgren    | Broderick Dyke Peter Lundgren    | Broderick Dyke Peter Lundgren    | 4           | 4           |  |  |               | Nicholas Fulwood Danny Sapsford | Nicholas Fulwood Danny Sapsford | Nicholas Fulwood Danny Sapsford | Nicholas Fulwood Danny Sapsford | 3                             | 4                             |   |    |             |                           |                           |                               |                               |                               |             |   |   |                  |                  |                  |                  |                  |                  |                  |  |
|  |             | Mark Kratzmann Simon Youl        | Mark Kratzmann Simon Youl        | Mark Kratzmann Simon Youl        | Mark Kratzmann Simon Youl        | 7           | 6           |  |  |               | Mark Kratzmann Simon Youl       | Mark Kratzmann Simon Youl       | Mark Kratzmann Simon Youl       | Mark Kratzmann Simon Youl       | 6                             | 6                             |   |    |             |                           |                           |                               |                               |                               |             |   |   |                  |                  |                  |                  |                  |                  |                  |  |
|  |             | Paul Hand Chris Wilkinson        | Paul Hand Chris Wilkinson        | Paul Hand Chris Wilkinson        | Paul Hand Chris Wilkinson        | 6           | 3           |  |  |               |                                 |                                 |                                 |                                 |                               |                               |   |    |             | Mark Kratzmann Simon Youl | Mark Kratzmann Simon Youl | Mark Kratzmann Simon Youl     | Mark Kratzmann Simon Youl     | 6                             | 4           |   |   |                  |                  |                  |                  |                  |                  |                  |  |
|  |             | Gustavo Luza Cássio Motta        | Gustavo Luza Cássio Motta        | Gustavo Luza Cássio Motta        | Gustavo Luza Cássio Motta        | 6           | 6           |  |  |               |                                 | 2                               | John Fitzgerald Anders Järryd   | John Fitzgerald Anders Järryd   | John Fitzgerald Anders Järryd | John Fitzgerald Anders Järryd | 7 | 6  |             |                           |                           |                               |                               |                               |             |   |   |                  |                  |                  |                  |                  |                  |                  |  |
|  |             | Neil Borwick Andrew Kratzmann    | Neil Borwick Andrew Kratzmann    | Neil Borwick Andrew Kratzmann    | Neil Borwick Andrew Kratzmann    | 1           | 2           |  |  |               | Gustavo Luza Cássio Motta       | Gustavo Luza Cássio Motta       | Gustavo Luza Cássio Motta       | Gustavo Luza Cássio Motta       | 4                             | 6                             |   |    |             |                           |                           |                               |                               |                               |             |   |   |                  |                  |                  |                  |                  |                  |                  |  |
|  | 2           | John Fitzgerald Anders Järryd    | John Fitzgerald Anders Järryd    | John Fitzgerald Anders Järryd    | John Fitzgerald Anders Järryd    | 6           | 6           |  |  | 2             | John Fitzgerald Anders Järryd   | John Fitzgerald Anders Järryd   | John Fitzgerald Anders Järryd   | John Fitzgerald Anders Järryd   | 6                             | 7                             |   |    |             |                           |                           |                               |                               |                               |             |   |   |                  |                  |                  |                  |                  |                  |                  |  |
|  |             | Wally Masur J Stoltenberg        | Wally Masur J Stoltenberg        | Wally Masur J Stoltenberg        | Wally Masur J Stoltenberg        | 3           | 4           |  |  |               |                                 |                                 |                                 |                                 |                               |                               |   |    |             |                           |                           |                               |                               |                               |             |   |   |                  |                  |                  |                  |                  |                  |                  |  |